# الکساندرا، سنگاپور
الکساندرا، سنگاپور (به لاتین: Alexandra, Singapore) یک منطقهٔ مسکونی در سنگاپور است.